# Baron de Richemont
Ne doit pas être confondu avec Louis-Auguste Camus de Richemont, Christophe François Camus de Richemont ou Paul Desbassayns de Richemont.
Pour les articles homonymes, voir Hébert, Claude Perrin et Perrin.
Succession
Prétendant aux trônes de France et de Navarre
21 janvier 1793 – 10 août 1853
(60 ans, 6 mois et 20 jours)
Le titre de baron de Richemont était porté par un homme qui affirmait être Louis XVII, après son exfiltration du Temple.
Il pourrait s’agir en réalité d'un certain Henri Hébert, né à Paris vers 1788, ou de Claude Perrin, né le 7 septembre 1786 à Lagnieu, le premier n'étant peut-être que la fausse identité du second.

## Biographie

### Le mythe survivantiste et la version du baron de Richemont

#### Le vrai Louis XVII et les faux dauphins

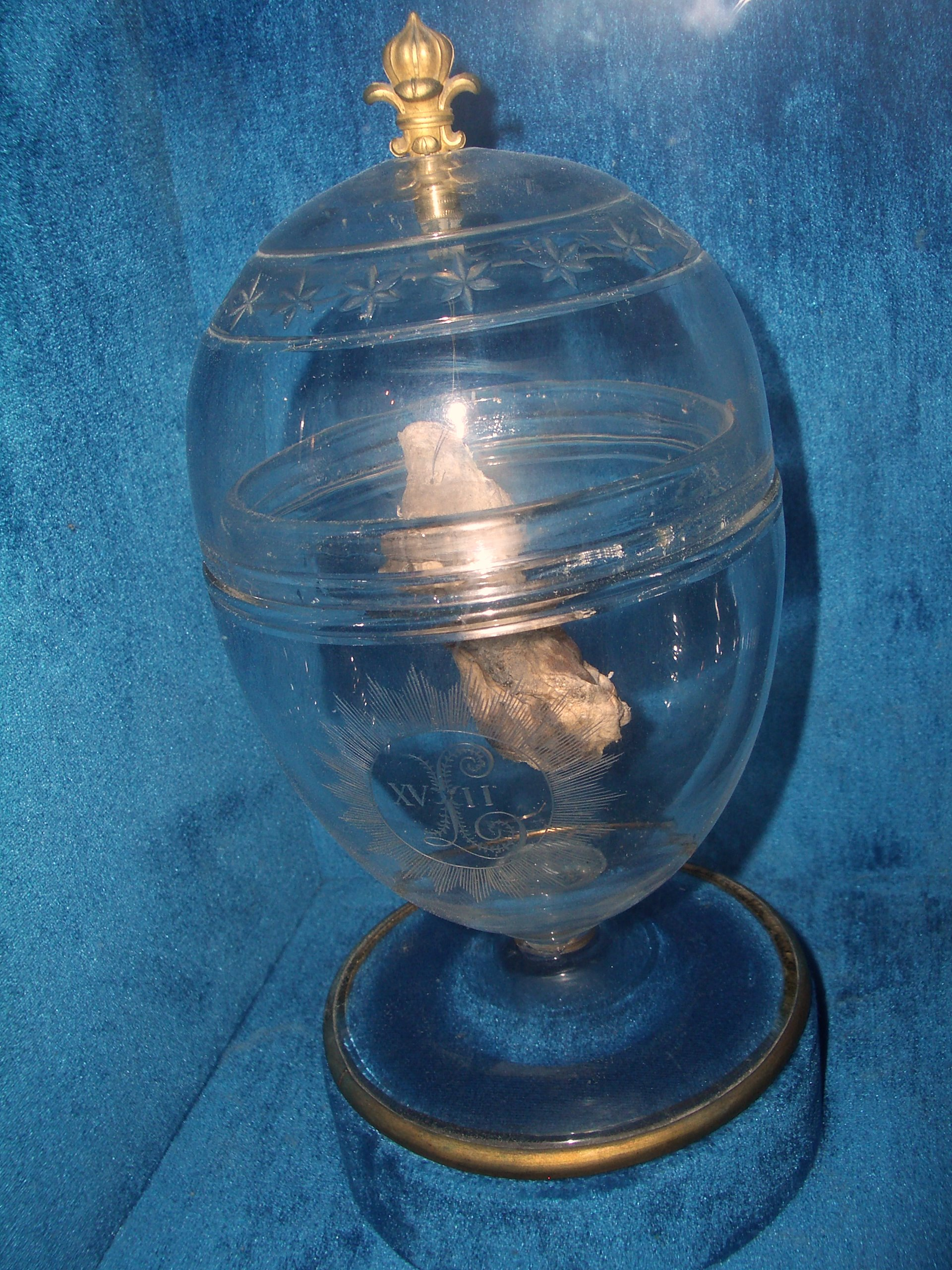
Reliquaire de la basilique de Saint-Denis contenant le cœur de Louis XVII, authentifié par des analyses scientifiques au début du XXIe siècle.

Le vrai dauphin, Louis-Charles de France, duc de Normandie, fils de Louis XVI et Marie-Antoinette, est né en 1785. Il n'avait que sept ans lors de la Journée du 10 août 1792, pendant laquelle la famille royale fut arrêtée puis emprisonnée à la tour du Temple. Rendu orphelin par les exécutions de son père (21 janvier 1793) et de sa mère (16 octobre 1793), il meurt de maladie le 8 juin 1795, à l'âge de dix ans.
Bien que la monarchie ait été abolie le 21 septembre 1792, les royalistes considérèrent l'enfant comme l'héritier légitime de la couronne sous le nom de Louis XVII (1793-1795). Le comte de Provence, frère de Louis XVI, reçut ainsi le nom de Louis XVIII après la mort de son neveu.
Le mythe de la survie du jeune prisonnier du Temple commença à se diffuser dès 1795. Favorisé, sur le plan politique, par la restauration de la monarchie en France après 1815, et, sur le plan culturel, par le goût romantique pour les histoires tragiques d'emprisonnement, d'évasion et de conspiration, il s'est développé tout au long de la première moitié du XIXe siècle, permettant l'émergence d'imposteurs plus ou moins convaincants (ou de fous persuadés de leur authenticité) qui prétendaient être le dauphin secrètement enlevé de sa prison. Le baron de Richemont est ainsi, au même titre que Jean-Marie Hervagault, Mathurin Bruneau, Jean-François Dufresne (dit « Charles de Navarre »), Victor Persat, Fontolive, Naundorff et Eliézer Williams, l'un des nombreux « faux dauphins ».

#### Thèse survivantiste développée par le baron de Richemont
Ébauchant sa version des faits dès la fin des années 1820 (ou même dès 1818, si l'on prête foi à l'épisode de la captivité milanaise) avant de l'étoffer par de nouveaux détails au cours des années suivantes, Henri Hébert s'inspira probablement d'un roman de Jean-Joseph Regnault-Warin, Le Cimetière de la Madeleine, dont Hervagault avait déjà tiré ses thèses.
Il prétendait ainsi être le dauphin, enlevé en 1794 de sa prison du Temple et remplacé par un autre enfant au moyen d'un « cheval de carton », tout cela à l'instigation du duc de Bourbon et du chef vendéen Charette, et avec la complicité de la femme d'Antoine Simon. Il affirmait avoir été placé à l'armée sous la protection d'un faux nom et confié à Kléber puis à Desaix. Après la mort de ces deux généraux, il aurait ensuite été envoyé en Amérique par Fouché. De retour en France, il y aurait été arrêté en 1818 sur ordre de Louis XVIII, qui aurait décidé de livrer son propre neveu aux geôles autrichiennes d'Italie afin de mieux pouvoir usurper le trône.

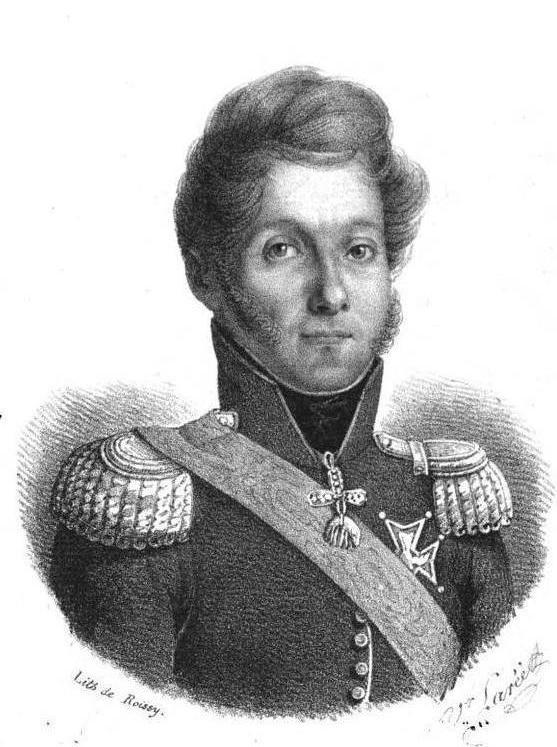
Portrait du baron de Richemont, présenté comme celui du duc de Normandie dans l'autobiographie publiée en juillet 1831.

Ce dernier épisode du récit des mésaventures du pseudo-duc de Normandie pourrait être fondé sur une expérience carcérale réelle. Voyageant avec un faux passeport au nom de Bourlon ou Bourdon, il aurait été arrêté le 12 avril 1818 près de Mantoue par les agents de police autrichiens. Après leur avoir affirmé être Louis-Charles de Bourbon, il aurait été placé en détention à la prison de Milan, dont il aurait été relâché en octobre 1825.
Dans Mes prisons (Turin, 1832), le poète patriote Silvio Pellico raconte son incarcération à Sainte-Marguerite à Milan en 1820 et dit y avoir rencontré un prisonnier affirmant être le duc de Normandie. Un autre détenu politique, Alexandre Andryane, déclara y avoir aperçu le même personnage. Le récit de Pellico, publié en Italien en 1832 puis traduit en Français en 1833 est postérieur à l'autobiographie publiée par Hébert en 1831 : ce témoignage pourrait donc prouver la présence de l'imposteur dans les geôles lombardes dans les années 1820.
Publiée une première fois en 1831, l'autobiographie du faux Louis XVII s'enrichit de faits nouveaux - et, quelquefois, contradictoires - dans les années suivantes. Prenant soin de confier des rôles décisifs à des personnalités décédées (le duc de Bourbon, par exemple, est mort en 1830 dans de troubles circonstances), il développa une véritable théorie du complot et amalgama à ses dires de célèbres énigmes (Fualdès, dont l'assassinat défraya la chronique, aurait été tué parce qu'il en savait trop), certains détails des récits d'autres faux dauphins, ou encore les divagations d'autres personnages, tels que le paysan « visionnaire » Thomas Martin (qui aurait cependant reconnu Naundorff, le célèbre rival du baron de Richemont).

### Agissements d'Henri Hébert (1826-1833)
L'existence d'Henri Hébert est attestée pour la première fois en 1826, quand il s'installa à Rouen, où il gagna sa vie comme employé surnuméraire à la préfecture de Seine-Inférieure puis comme commerçant et exploitant d'une verrerie.

Ayant fait banqueroute vers 1829, il fuit Rouen, où il fut condamné par défaut à trois mois de prison. C'est à cette époque qu'il escroqua un couple de Montigny-sur-Avre, M. et Mme de Malard, qui croyaient être en face du vrai Louis XVII.
Profitant des troubles consécutifs aux Trois Glorieuses, pendant lesquels il envoya à plusieurs personnes (dont le duc de Choiseul) des manifestes explicitant ses prétentions, il changea plusieurs fois de nom et de lieu de résidence, s'attribua le titre de « baron de Richemont » tout en côtoyant des agitateurs républicains, et abusa de la confiance de plusieurs personnes. Par le choix de son pseudonyme, Hébert faisait peut-être allusion au titre de comte de Richmond, porté notamment par Henri Tudor. Celui-ci étant devenu roi après un conflit de succession (la guerre des Deux-Roses) et la défaite d'un usurpateur (Richard III), il pouvait constituer un modèle de réussite pour le prétendant au trône.
Hébert se fixa ensuite à Paris, où il s'entoura de complices et tenta de déjouer les investigations de la police en utilisant plusieurs adresses et plusieurs noms d'emprunt.

### Arrestation et procès (1833-1834)
Considéré comme suspect dans le cadre d'une enquête sur les projets de complot républicain de la société des droits de l'homme, Hébert fut arrêté en août 1833 sur ordre du préfet de police Henri Gisquet, qui saisit à cette occasion un agenda grossièrement codé et une presse clandestine ayant servi à imprimer plusieurs publications, dont une autobiographie du soi-disant duc de Normandie (peut-être rédigée par l'obscur Saint-Edme), plusieurs brochures politiques, ainsi qu'une une Pastorale et une Lettre aux députés signées sous le pseudonyme « Jean Bonhomme » et qui furent incriminées comme contenant une offense à la personne du roi. Enfermé à Sainte-Pélagie, il fut emmené à Lyon pour y être confronté à des témoins. L'enquête, les confrontations et la facile analyse cryptologique de l'agenda permirent aux autorités de reconstituer les faits et gestes d'Henri Hébert depuis son arrivée à Rouen en 1826.
Le procès d'Hébert et de ses complices eut lieu du 30 octobre au 5 novembre 1834 devant la cour d'assises de la Seine.
Parmi les témoins appelés à la barre, le dernier préposé à la garde du dauphin, un vieux peintre en bâtiments nommé Étienne Lasne (v. 1756-1841), confirma que le vrai fils de Louis XVI était mort dans ses bras, à la prison du Temple, en 1795. Lors de la séance du 31 octobre, un certain Morel de Saint-Didier, émissaire de Naundorff intervint pour défendre la légitimité de ce dernier et accuser Hébert d'imposture.
La défense fut incapable de trouver des témoins capables d'appuyer la thèse survivantiste. Alexandre Andryane admit que le pseudo duc de Normandie qu'il avait aperçu à Milan pouvait être Hébert mais ne confirma aucune autre des prétentions de l'accusé. Un certain docteur Rémusat affirmait avoir recueilli le témoignage de Marie-Jeanne Simon, mais les propos de la veuve du geôlier de Louis XVII, morte quinze ans plus tôt à l'hospice des incurables, étaient peu dignes de foi, d'autant plus que les Simon avaient quitté le Temple en janvier 1794. Or, Hébert avait tout d'abord daté de juin 1794 sa prétendue évasion, avant de changer sa version des faits.
Après avoir écarté l'accusation de complot contre la vie du roi et, faute de plaintes déposées par les victimes, celle d'escroquerie, les jurés déclarèrent Hébert coupable de tous les autres chefs d'accusation, à savoir le complot contre la sûreté de l'État et plusieurs délits de presse.

### Cavale (1835-1840) et demandes de reconnaissance (1840-1853)

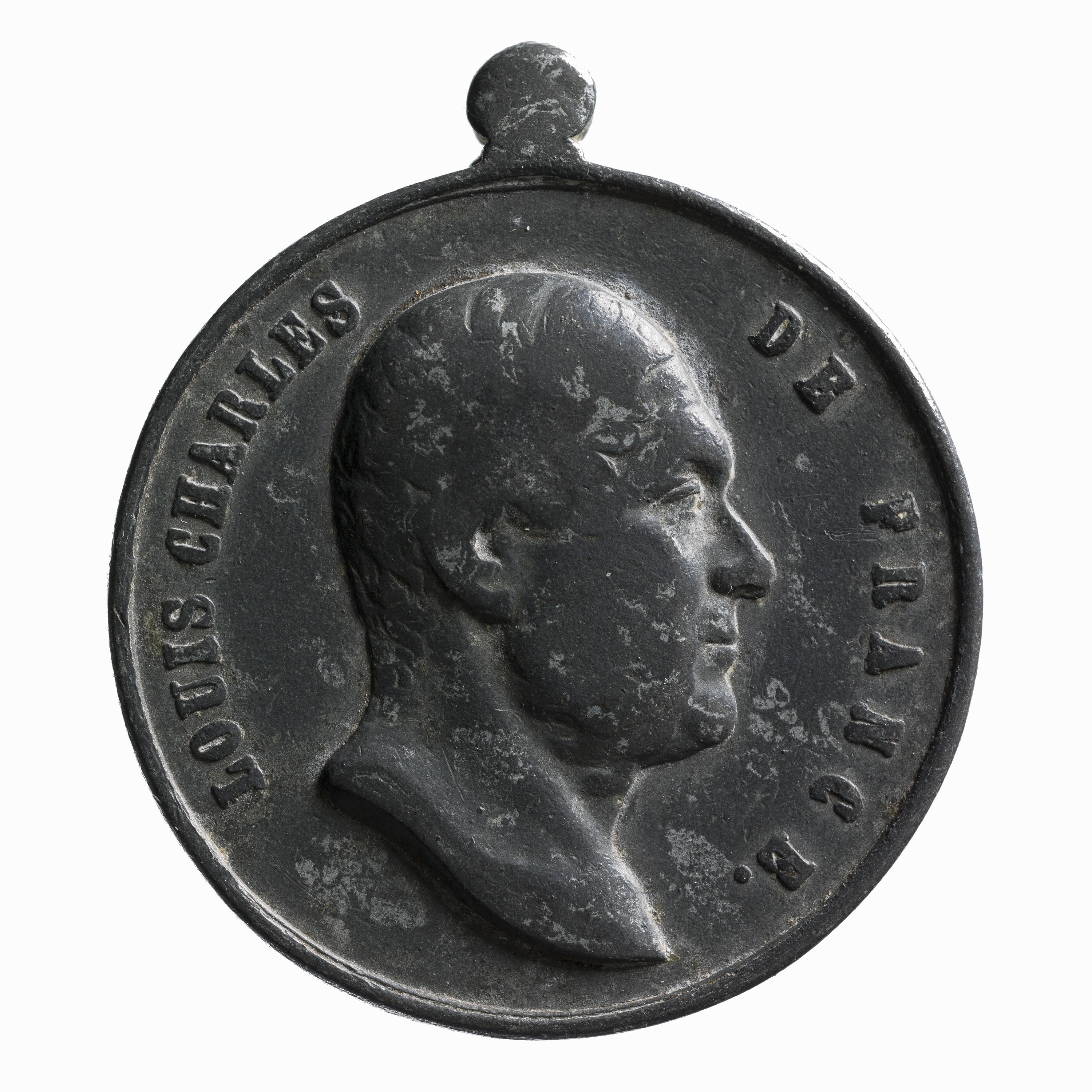
Médaille de 1849 avec l’effigie du baron de Richemont, présenté comme Louis-Charles de France

Condamné à purger une peine de douze ans de détention à Sainte-Pélagie, où, selon Taxile Delord, ses talents culinaires étaient fort appréciés de ses codétenus, Hébert s'en évada le 19 août 1835 et se réfugia à l'étranger pendant quelques années afin d'être oublié par la Justice. De retour en France vers 1838, il bénéficia d'une ordonnance royale d'amnistie du 27 avril 1840 concernant les condamnés politiques.
Pendant de nombreuses années, le baron de Richemont lutta en vain pour obtenir sa reconnaissance officielle par la duchesse d'Angoulême, dont il prétendait être le frère. Contactée en 1840 par l'intermédiaire du chevaler d'Auriol, la duchesse s'indigna de cette démarche et répondit à l'émissaire : « Mon frère, M. le chevalier, est mort au Temple, j'en ai la certitude, et l'homme dont vous me parlez n'est qu'un imposteur de plus à ajouter à ceux qui ont déjà paru ». Il s'adressa ensuite sans plus de succès au duc de Bordeaux.
La mort de Naundorff, en 1845, ne fit qu'encourager la poursuite des démarches du baron de Richemont.
Profitant de l'ébullition révolutionnaire de 1848, il essaya de se faire reconnaître par le gouvernement provisoire, prononça en mars un discours au club de la barrière du Maine et se porta même candidat aux élections d'avril.
L'année suivante, pendant laquelle il prétend avoir rencontré le pape Pie IX à Gaète, il tenta d'assigner la duchesse d'Angoulême en justice afin d'obtenir sa reconnaissance (et, plus tard, une part d'héritage).

En 1850, c'est un homme âgé mais au regard toujours animé par l'assurance dont le portrait lithographié orne une Vie de Mgr le duc de Normandie, signée par un certain Claravali del Curso, nouveau complice ou simple nom de plume de « l'ex-baron de Richemont ». Outre cette nouvelle publication, il employa à la défense de ses intérêts un bimensuel intitulé L'Inflexible, journal des intérêts de tous (1849-1851).

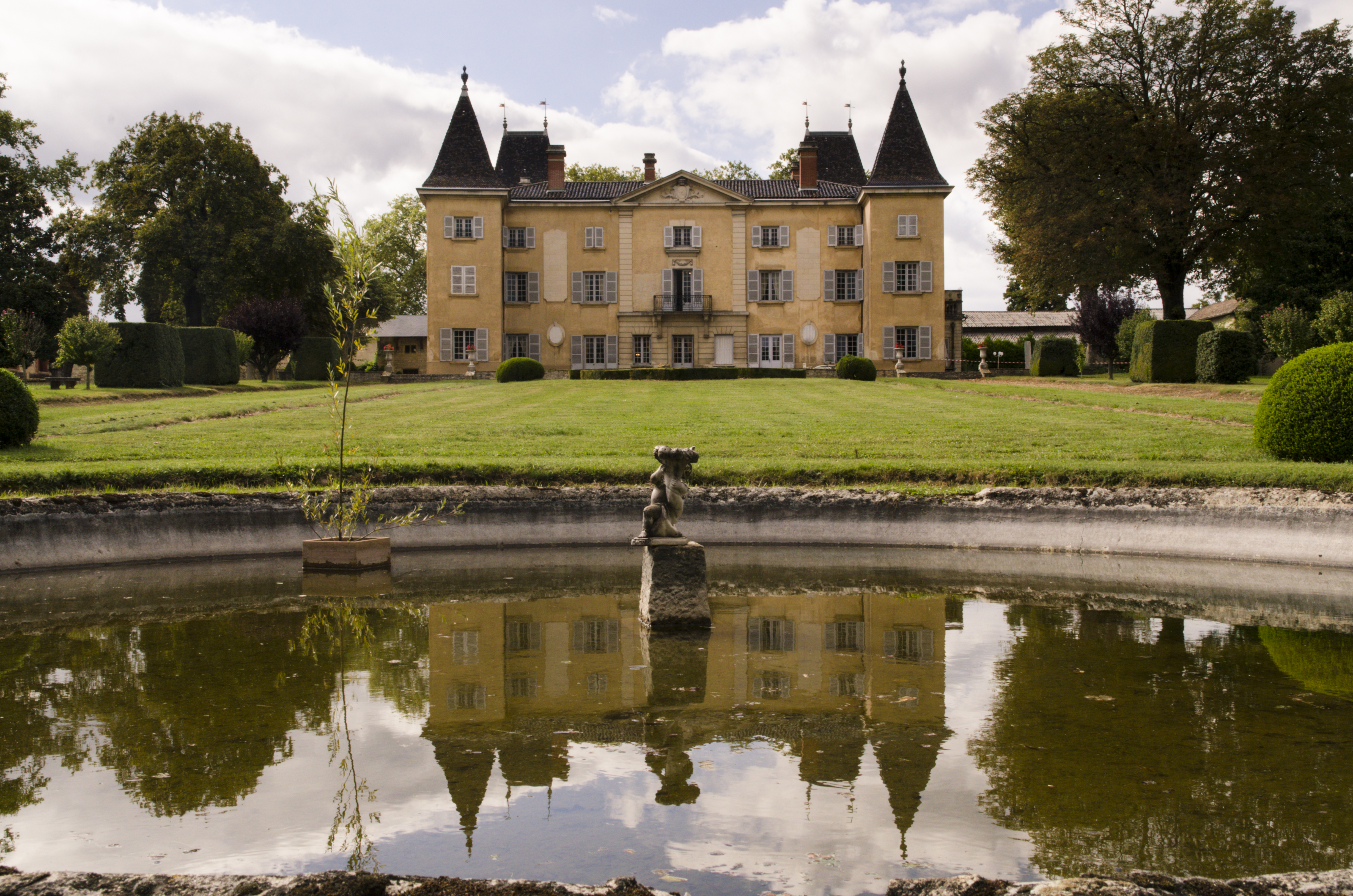
Le château de Vaurenard, où le baron de Richemont est mort le 10 août 1853.

Alors qu'il séjournait chez la comtesse d'Apchier (dont le mari avait été page de Louis XVI) au château de Vaurenard, à Gleizé, il mourut d'une attaque d'apoplexie le 10 août 1853. Son acte de décès, rédigé sur la déclaration de ses dupes, lui attribuait l'identité de Louis Charles de France. Un jugement du tribunal de Villefranche en date du 12 septembre 1859 ordonnait que l'acte devait être : « rectifié en ce sens que c'est à tort qu'il constate le décès de Louis Charles de France tandis qu'il devrait se borner à constater le décès d'un inconnu se disant Baron de Richemont ». Il en est de même de l'épitaphe de sa pierre tombale, qui fut toutefois corrigée à la demande des autorités.
Apprenant sa mort, Alphonse Karr ironisa : « Eh bien ! En voilà un qui vient de faire une maladresse ! — Il fallait attendre. Il avait embrassé la profession de Louis XVII, il aurait fini par être réellement Louis XVII. — En France tout arrive, même l'impossible. »
Richemont n'ayant pas de descendance masculine connue, ses partisans (qui comptèrent parmi eux le sculpteur Foyatier, la religieuse Élisabeth Eppinger, et même l'ancien évêque de Strasbourg, Monseigneur Tharin) abandonnèrent le personnage à l'histoire et à ses mystères. Un historien, Michel Wartelle (cf. bibliographie), soutient encore la thèse selon laquelle le baron de Richemont était bien Louis XVII.

### Identité
En juin 1842, le baron de Richemont, qui résidait alors au no 45 du quai de Valmy, fut à nouveau arrêté par la police, qui pensait avoir affaire à Claude Perrin, condamné en province pour plusieurs escroqueries.
Malgré les démentis immédiatement apportés par le baron de Richemont, relâché faute de preuves après quarante heures, cette identification reste sujette à controverse, Perrin ayant pu changer de nom pour échapper aux poursuites et s'installer à Rouen vers 1826.

### Écrits du baron de Richemont
- Mémoires du duc de Normandie, fils de Louis XVI, écrits et publiés par lui-même, Paris, 1831,  248 p.
- Mémoire d'un contemporain, que la Révolution française fit orphelin en 1793 et qu'elle raya du nombre des vivants en 1795, pour servir de pièce à l'appui de la demande en reconnaissance d'État, qu'il se propose de présenter, Paris, imp. Vassal frères, 1843, in-8°, 232 p.
- Appel à l'opinion publique sur la conduite de certains hommes et de certains journaux envers l'ex-baron de Richemont, depuis son voyage de Gaëte, Paris, Boucher Lemaistre, 1849, 23 p.
- M. L. Esp. J. V. Claravali del Curso, Vie de Mgr le duc de Normandie, fils de Louis XVI et de Marie-Antoinette, roi et reine de France, que la Révolution fit orphelin en 1793, et qu'elle raya du nombre des vivants en 1795, connu dans le monde sous le nom de M. l'ex-baron de Richemont, Paris/Lyon, 1850, 575 p.

### Articles et ouvrages sur le baron de Richemont
- Jean de Bonnefon, Le baron de Richemont, fils de Louis XVI
- Henri Gisquet, Mémoires de M. Gisquet, ancien préfet de police, écrits par lui-même, t. III, Paris, Marchant, 1840, p. 34-53.
- Joseph-Marie Quérard, Les Supercheries littéraires dévoilées, t. III, Paris, 1850, p. 69-121.
- Armand Fouquier, Causes célèbres de tous les peuples, t. II, no 38 (« Les Faux dauphins »), Paris, 1859.
- Léon de La Sicotière, Les Faux Louis XVII, Paris, V. Palmé, 1882, 164 p.
- René Le Conte, Louis XVII et les faux Dauphins, Paris, Presses Universitaires de France, 1924.
- Georges de Manteyer, Les Faux Louis XVII : le roman de Naundorff et la vie de Carl Werg, recueil de 700 documents tirés des Archives d'Allemagne et de France (1774-1920), éditions J. Gamber, Paris, 1926, 2 volumes, 1276 p. (pagination globale), (BNF 34174669) :
  - Vol. I : Pièces I-CDXLIII (25 janvier 1774-19 juin 1883)
  - Vol. II : Pièces CDXLIV-DCC (6 août 1883-5 février 1920)
- Michel Wartelle, Louis XVII ou le secret du Roi, Louise Courteau éditrice, Québec, 2007.
- Maurice Garçon, Louis XVII ou la fausse énigme, Hachette, 1952, 586 pages, et spécialement Le baron de Richemont, pages 189 à 254.